# 伊藤武 (政治学者)
伊藤 武（いとう たけし、1971年5月5日 - ）は日本の政治学者。東京大学大学院教授、元専修大学教授。専門はイタリア政治。ヨーロッパ比較政治。長野県出身。

## 経歴
- 1995年3月　東京大学法学部卒業。4月、同研究科修士課程政治専攻入学
- 1997年3月　同　修了、4月同博士課程進学
- 1997年4月～98年3月　日本学術振興会特別研究員（DC1)[1]
- 1998年3月　同大学院法学政治学研究科政治専攻博士課程中退。4月、東京大学社会科学研究所助手[1]
- 2012年　専修大学法学部教授
- 2018年　東京大学大学院総合文化研究科国際社会科学専攻准教授[2]
- 2019年　東京大学大学院総合文化研究科国際社会科学専攻教授[2]

## 著書
単著
- 『イタリア現代史』（中公新書、2016）

編著
- 『専門性の政治学』（ミネルヴァ書房、2012）
- 『近代イタリアの歴史』（ミネルヴァ書房、2012）
- 『ヨーロッパのデモクラシー』改訂第二版（ナカニシヤ出版、2014）